# Escalante (cratera)
A cratera Escalante é uma cratera de impacto no quadrângulo de Amenthes em Marte. Ela se localiza a 
0.2° latitude norte e 244.7° longitude oeste. Seu diâmetro é de 79.3 km, e seu nome vem de um astrônomo mexicano (c. 1930) F. Escalante.